# Nyimba, Zambia
Nyimba  este un oraș  în  provincia de Est, Zambia.